# Maria Island
Maria Island är en ö i Australien. Den ligger i delstaten Tasmanien, i den sydöstra delen av landet, omkring 68 kilometer nordost om delstatshuvudstaden Hobart. Arean är 116 kvadratkilometer. Den sträcker sig 19,4 kilometer i nord-sydlig riktning, och 13,2 kilometer i öst-västlig riktning.
I omgivningarna runt Maria Island växer i huvudsak blandskog. Genomsnittlig årsnederbörd är 641 millimeter. Den regnigaste månaden är november, med i genomsnitt 98 mm nederbörd, och den torraste är augusti, med 34 mm nederbörd.